# Runenstein von Västerljung

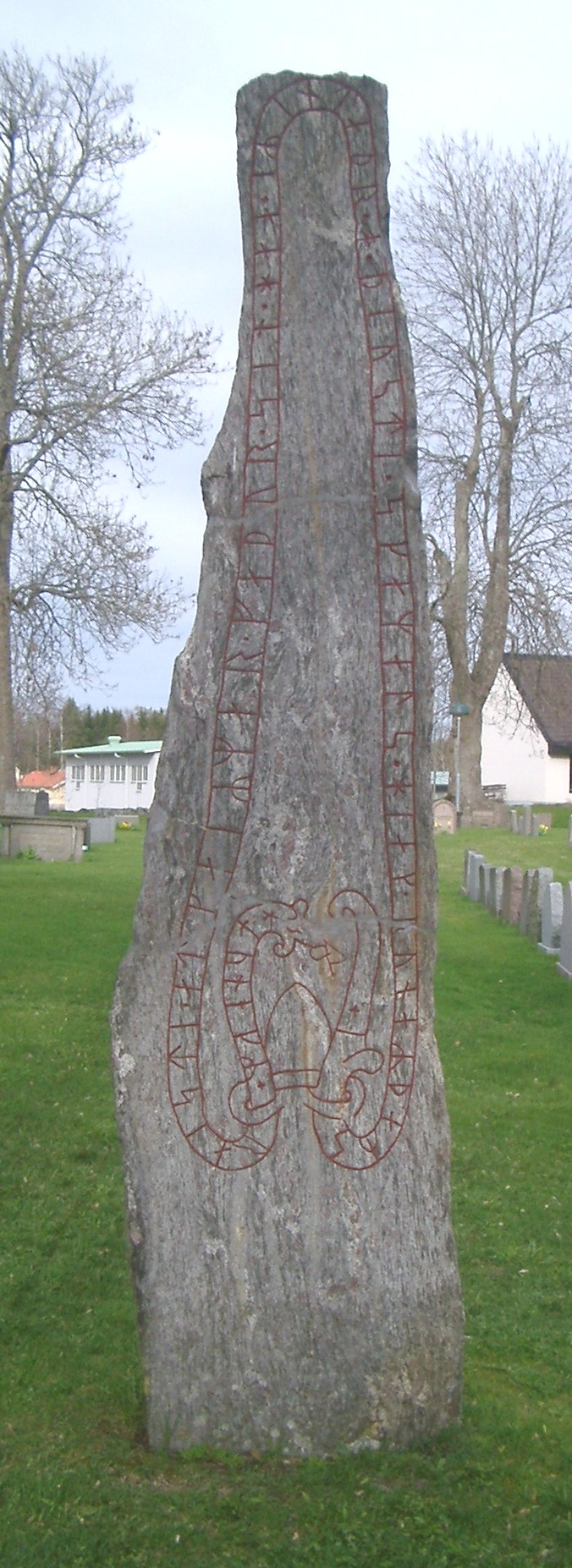
Runenstein von Västerljung

Der Runenstein von Västerljung (Sö 40; RAÄ-Nr. Västerljung 230:1) ist ein Runenstein, der sich auf dem Friedhof der Kirche von Västerljung in der Gemeinde Trosa im Osten von Södermanland in Schweden befindet. 
Der etwa 3,0 m hohe, schlanke Stein, der im 11. Jahrhundert (1020–1050 n. Chr.) geritzt wurde, war in der Kirchenmauer eingemauert, bis er 1959 herausgenommen und an der heutigen Stelle aufgestellt wurde. Er hat eine schmale, dreiseitige Oberseite. Auf zwei seiner Seiten befinden sich Bilder, während die Runeninschrift auf der dritten angebracht ist. Das lange Schlangenband ist unten mit einem Irischen Koppel verbunden. Sie ist im Runensteinstil Pr2 geschnitten und stammt vom Runenmeister Skamhals, der auch den Runenstein Sö 323 signierte, aber es ist ein Homonym. 
Eine der Abbildungen zeigt einen Mann, der auf einem Stuhl sitzt. Es ist wahrscheinlich Gunnar (schwedisch Gunnar Gjukeson  - deutsch Gunther ) in der Schlangengrube, eine der Hauptfiguren in der Völsunga saga und Schwager von Sigurd Fafnesbane. Das Motiv, mit dem Gunnar versuchte, sich mit Harfenmusik gegen die Schlangen zu verteidigen, stammt aus dem Atlilied und aus Gunnars Harfenschlag und war ein beliebtes Thema der damaligen Künstler. Die Schlangengrubenszene ist auch auf einem der Bildsteine von Hunnige dargestellt. Die anderen Figuren auf dem Stein von Västerljung wurden nicht interpretiert. 
Der Text lautet:
„haunefR + raisti • at • kaiRmar • faþur • sin + haa • iR intaþr • o • þiusti • skamals • hiak • runaR þaRsi“ („Hunnäv setzte (den Stein) nach Germar, seinem Vater. Er starb in Tjust. Skamhals machte die Runen.“)
Es ist nicht klar, ob sich Tjust auf Tystberga in Södermanland oder auf Tjust bei Västervik in Småland bezieht.

Runenstein von Västerljung
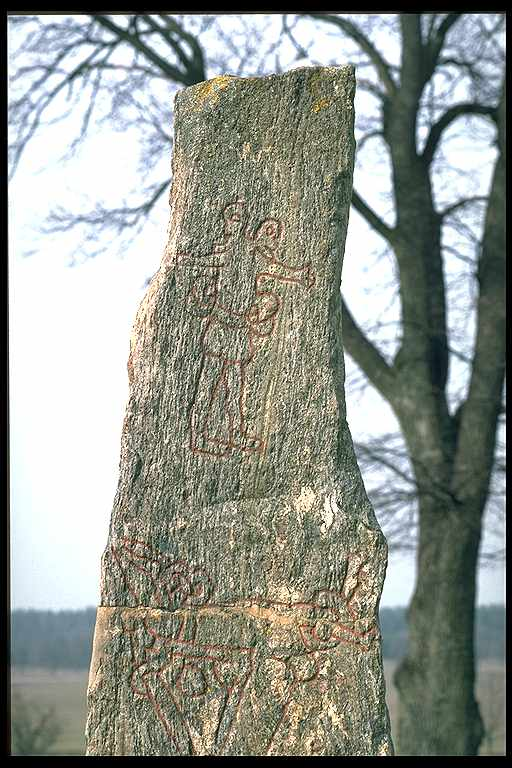
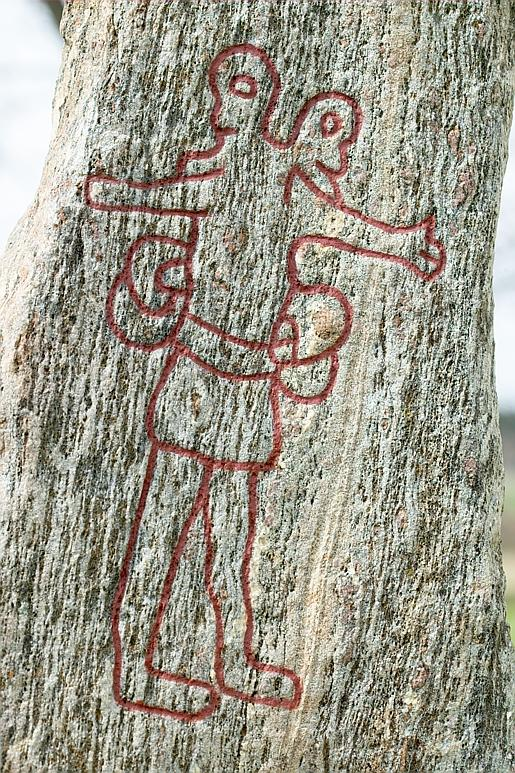
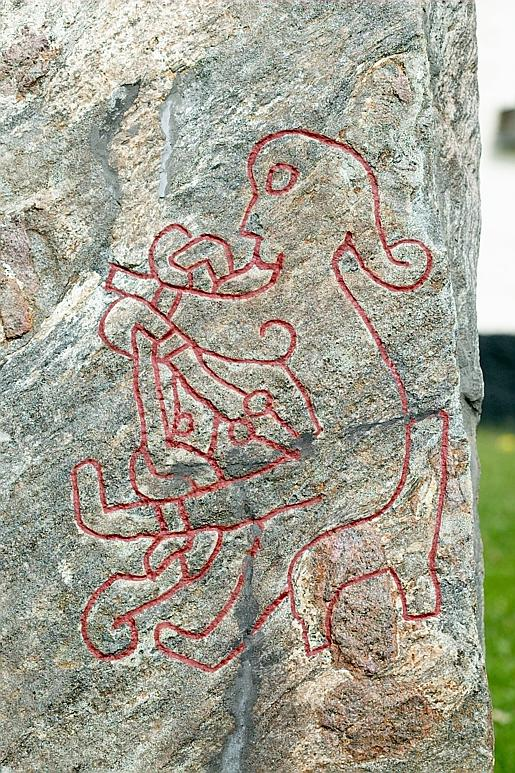
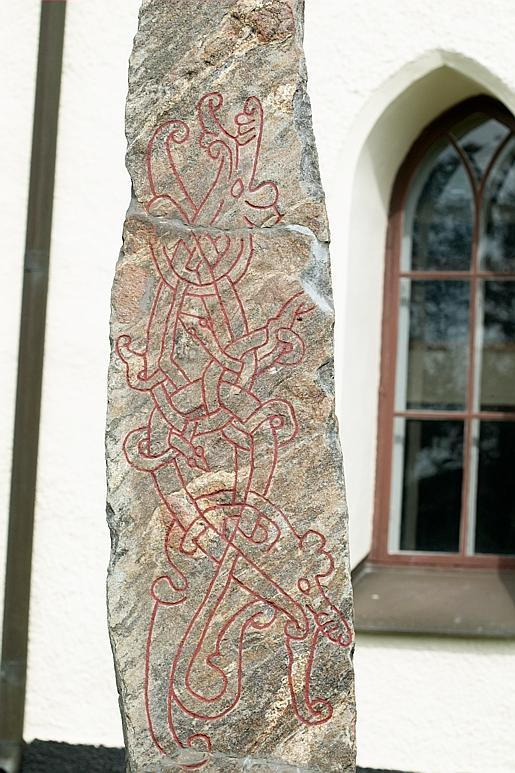